# Duo de corda núm. 2 (Mozart)
El Duo de corda núm. 2 en si bemoll major, K. 424, és una obra de Wolfgang Amadeus Mozart per a violí i viola escrita l'estiu de 1783. És el segon dels dos duos que Mozart va compondre per a completar la sèrie de sis duets que Michael Haydn havia d'enviar al Príncep-arquebisbe de Salzburg, Hieronymus von Colloredo. La sèrie de sis duos fou presentada com a obra tota de Haydn, i Colloredo fou incapaç de «detectar-hi l'evident treball de Mozart».

## Anàlisi musical
Consta de tres moviments:
1. Adagio-Allegro, en compàs 4/4.
2. Andante cantabile, en mi bemoll major i compàs de 6/8.
3. Andante grazioso, en compàs 2/2.

L'últim moviment, Andante grazioso, és un tema amb sis variacions i una coda. En la seva totalitat, aquest duo s'assembla més als quatre de Haydn que el Duo de corda núm. 1 K. 423, perquè la viola està més limitada a proporcionar l'harmonia. Tant els duos de Mozart com els de Haydn fan que la viola faci moltes dobles cordes; però el que diferencia els duos de Mozart, especialment en el primer duo K. 423, és que la viola també fa passatges amb intervals de setzena, gairebé en igual proporció al violí.
Transportant la part de la viola una octava descendent i fent servir la clau de fa, la peça queda completament preparada per a ser interpretada per un violoncel.